# Prawo Hagena-Poiseuille’a
Prawo Hagena-Poiseuille’a – prawo fizyczne opisujące zależność między strumieniem objętości cieczy a jej lepkością (która wynika z tarcia wewnętrznego), gradientem ciśnień (który jest bodźcem termodynamicznym powodującym przepływ płynu), a także wielkościami opisującymi wielkość naczynia (długość, promień przekroju poprzecznego).
Przy stacjonarnym (tj. niezmiennym w czasie), laminarnym przepływie nieściśliwego, lepkiego płynu w cylindrycznym przewodzie (tj. w rurze o stałym, kołowym przekroju), strumień objętości przepływu (objętość przepływającego płynu na jednostkę czasu) proporcjonalny jest do gradientu ciśnienia wzdłuż przewodu, a zatem i do różnicy ciśnień na końcach przewodu:
{\displaystyle \Phi _{V}={\frac {\mathrm {d} V}{\mathrm {d} t}}=v_{\mathrm {s} }\pi r^{2}={\frac {\pi r^{4}}{8\eta }}\left(-{\frac {\mathrm {d} p}{\mathrm {d} z}}\right)={\frac {\pi r^{4}}{8\eta }}{\frac {\Delta p}{l}},}
gdzie poszczególne symbole oznaczają:
{\displaystyle \Phi _{V}} – strumień objętości przepływu,
{\displaystyle V,} {\displaystyle {\text{d}}V/{\text{d}}t} – objętość, pochodna objętości względem czasu,
{\displaystyle z} – współrzędna walcowa, długość liczona wzdłuż osi przewodu,
{\displaystyle v_{\mathrm {s} }} – średnia prędkość płynu w kierunku {\displaystyle z,}
{\displaystyle r} – promień wewnętrzny przewodu,
{\displaystyle \eta } – współczynnik lepkości dynamicznej płynu,
{\displaystyle p} – ciśnienie uśrednione w przekroju przewodu,
{\displaystyle -\mathrm {d} p/\mathrm {d} z} – gradient ciśnienia wzdłuż osi {\displaystyle z,}
{\displaystyle \Delta p} – różnica ciśnień na końcach przewodu,
{\displaystyle l} – długość przewodu.
Prawo to odkryli niezależnie od siebie G.H.L. Hagen w roku 1839 i J.L. Poiseuille w latach 1840–1841.